# John Thurston
John Thurston (Montpelier, 1847. augusztus 21. – Omaha, 1916. augusztus 9.) az Amerikai Egyesült Államok szenátora (Nebraska, 1895–1901).